# Paepalanthus turbinatus
Paepalanthus turbinatus är en gräsväxtart som först beskrevs av Henry Allan Gleason, och fick sitt nu gällande namn av Nancy Hensold. Paepalanthus turbinatus ingår i släktet Paepalanthus och familjen Eriocaulaceae. Inga underarter finns listade i Catalogue of Life.